# Národní park Vesuv
Národní park Vesuv (italsky Parco Nazionale del Vesuvio) je jeden z menších italských národních parků. Má rozlohu 72,6 km² (7 259 hektarů) a zahrnuje zmíněný světoznámý vulkán a jeho nejbližší okolí. Byl založený v roce 1991 za účelem ochrany hodnot daného území a pro podporu environmentálního vzdělávání a vědeckého výzkumu.

## Fotogalerie

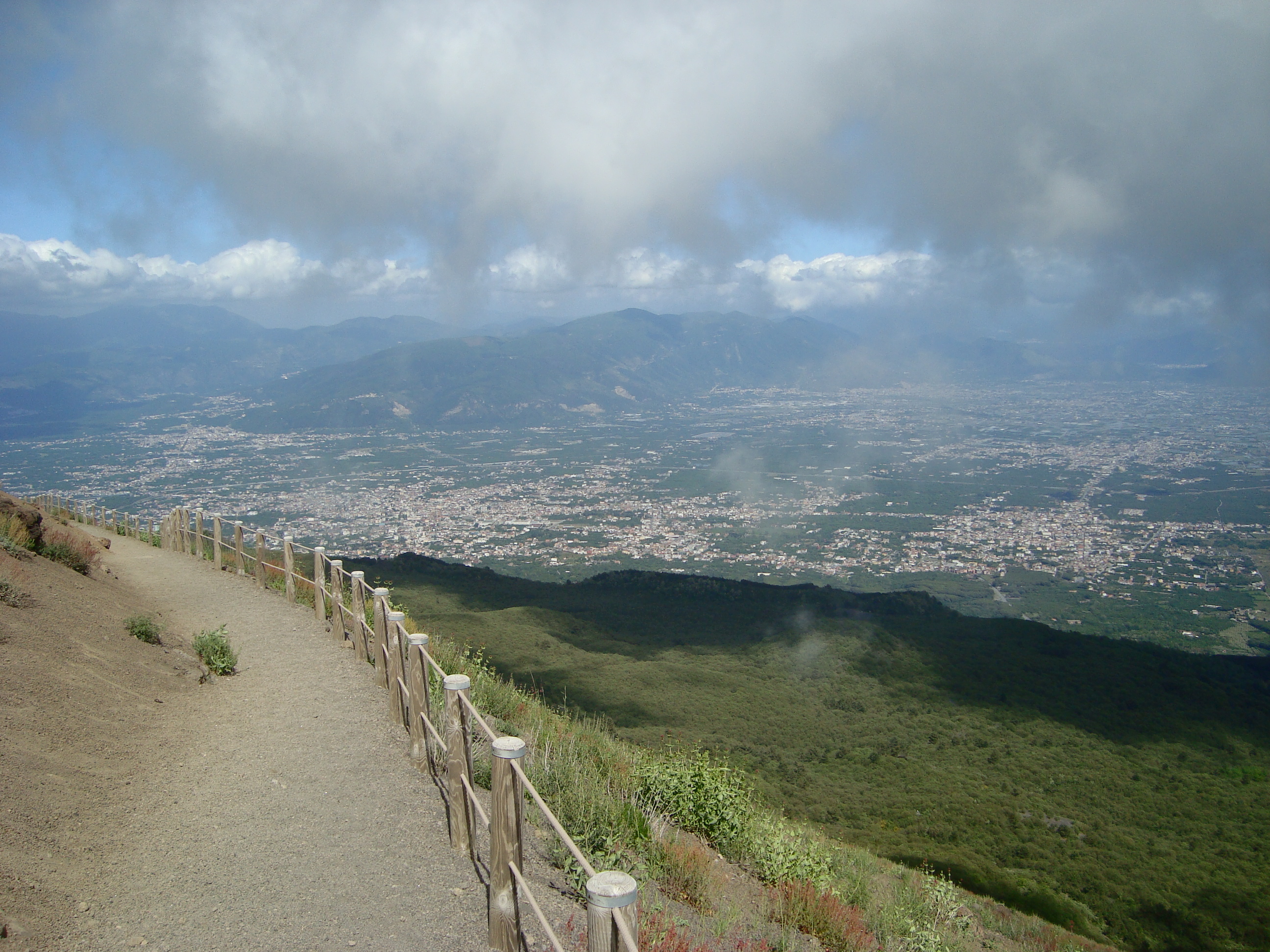
jižní cesta z vrcholu Vesuvu
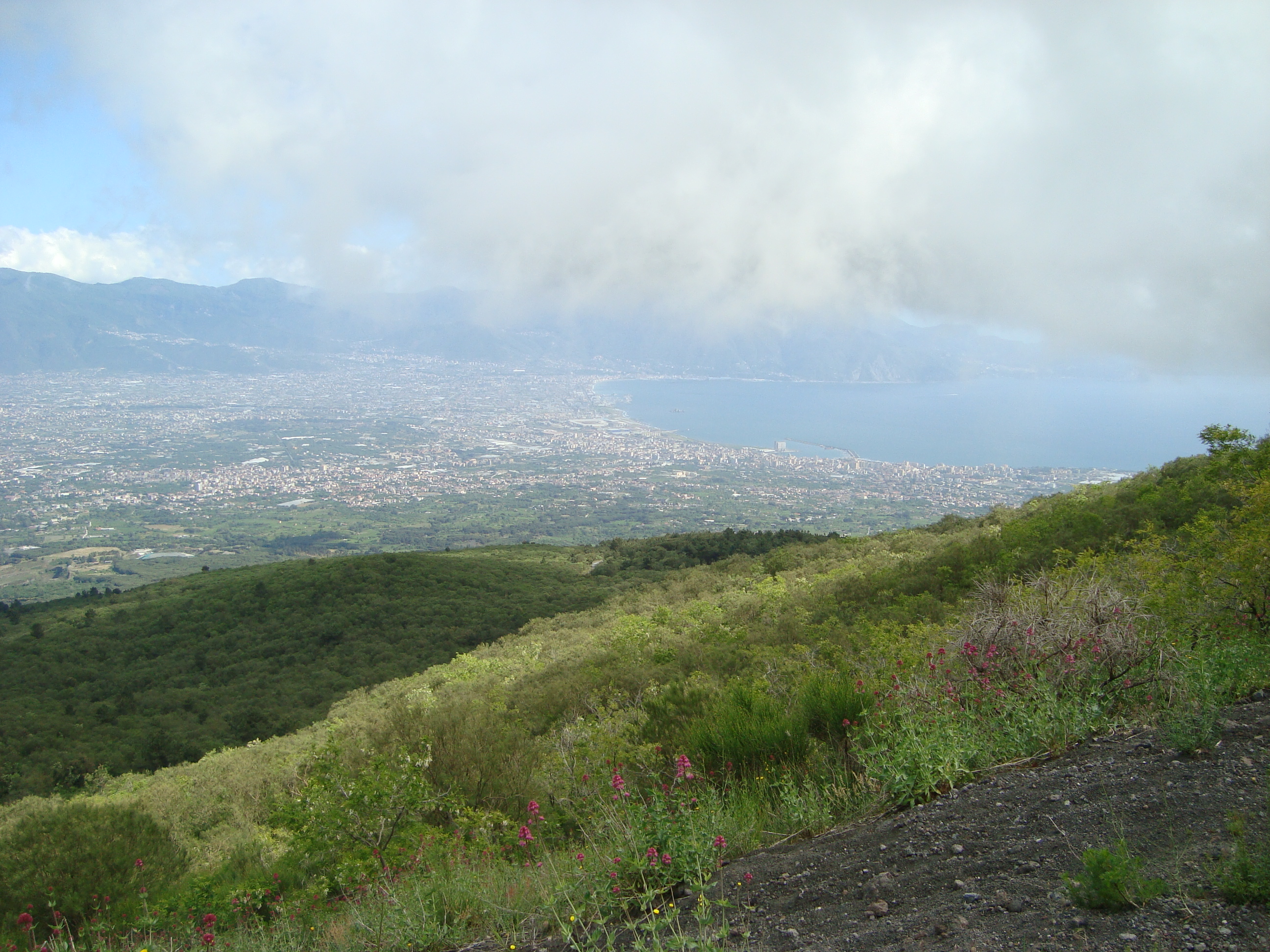
pohled na Neapolský záliv, Torre Annunziata, Castellammare
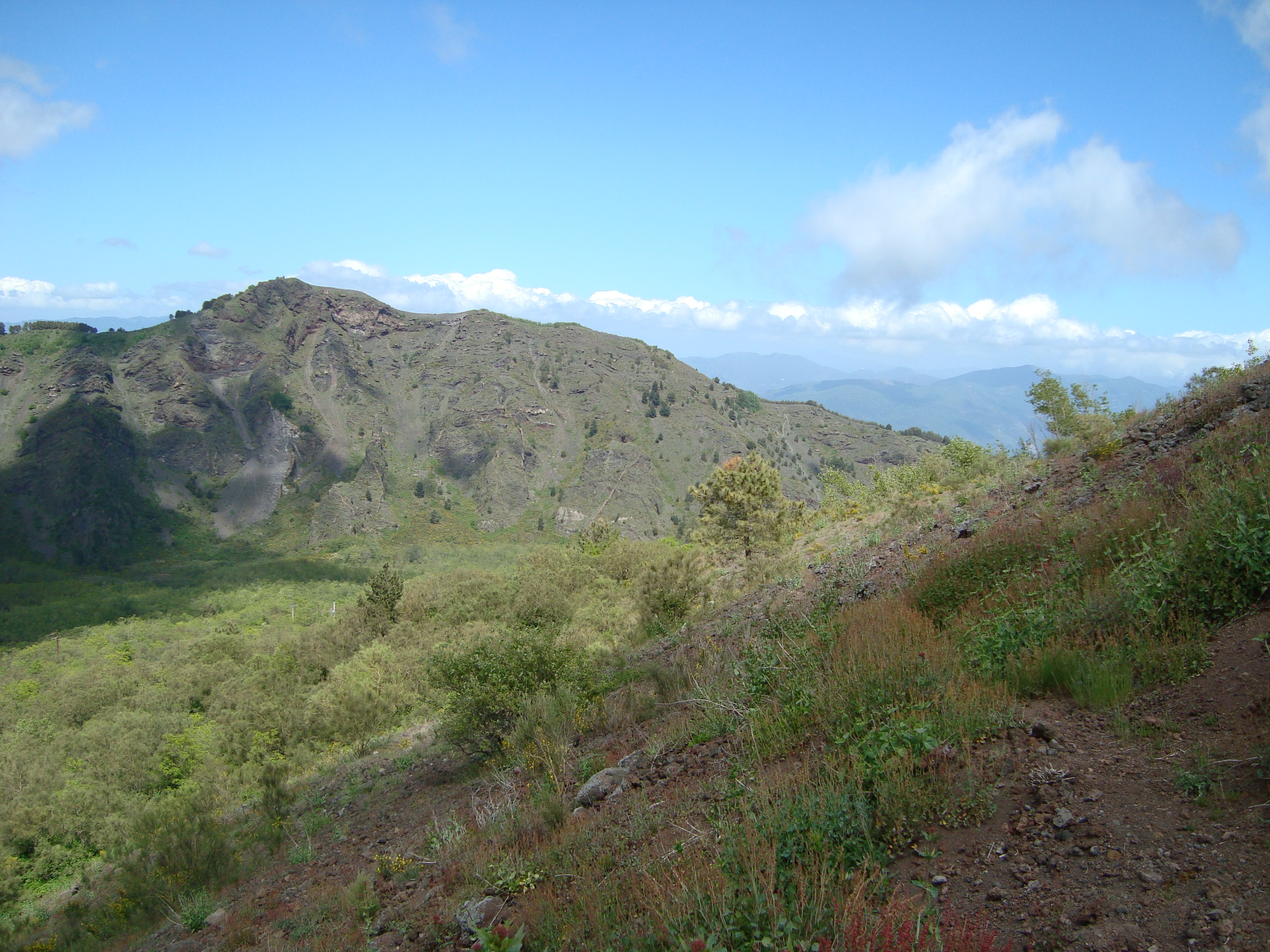
severní cesta z Ercolana na Vesuv